# Muriel Barberyová
Muriel Barberyová (* 28. května 1969 Casablanca, Maroko) je francouzská spisovatelka románů a profesorka filozofie.

## Životopis
Barberyová navštěvovala a promovala na École Normale Supérieure de Fontenay-Saint-Cloud (vysoká škola) a poté učila filozofii na Bourgognské univerzitě a na gymnáziu. V současné době žije v Kjótu.

## Knihy
- Une Gourmandise (Pochoutka), Gallimard, 2000, ISBN 2-07-075869-9
- L'Élégance du hérisson (S elegancí ježka), Gallimard, 2006, ISBN 978-2-07-078093-8 – tento román byl velkým překvapením roku 2006, měl 50 dotisků a do roku 2007 se ho prodalo 6000 kusů, dnes by ho mělo být prodáno kolem milionu kusů, tento román obdržel mnoho cen a vymrštil autorku mezi 10 nejprodávanějších autorů romanů roku 2007.
- La vie des elfes, 2015 (Život elfů)

### České překlady
- S elegancí ježka, překlad Petr Christov, Brno, Host, 2008, ISBN 978-80-7294-286-2
- Pochoutka, překlad Petr Christov, Brno, Host, 2009, ISBN 978-80-7294-325-8
- S elegancí ježka, překlad Petr Christov, Brno, Host, 2013, ISBN 978-80-7491-041-8
- Život elfů, překlad Kateřina Štáblová, Brno, Jota, 2019, ISBN 978-80-7565-502-8
- Růže sama, překlad Eva Sládková, Brno, Host, 2021, ISBN 978-80-275-0587-6[1]

#### Audioknihy
- S elegancí ježka, Praha, OneHotBook, 2016
- Růže sama, Praha–Brno, OneHotBook, Host, 2021

## Ocenění
- 2006 : Prix Georges Brassens za knihu S elegancí ježka.
- 2007 : Prix Rotary International
- 2007 : Prix des libraires (cena knihkupců) za knihu S elegancí ježka.
- 2007 : Prix des Bibliothèques za dílo, za knihu S elegancí ježka.